# Gudrun Kosche
Gudrun Kosche ist eine deutsche Journalistin.
Sie studierte Romanistik in München (LMU), in Rennes und Salamanca.
Kosche war Redaktionsleiterin bei der Gründung des VentureCapital Magazins im Sommer 2000 und übte diese Funktion bis Anfang 2001 aus.
Seit ihrem Ausstieg aus dem VentureCapital Magazin arbeitet sie als freie Journalistin und hat u. a. für Financial Times Deutschland, Handelsblatt und VDI nachrichten geschrieben. Außerdem betreute sie die Finanzthemen bei dem 2001 eingestellten Wirtschaftswoche-Ableger e-business und leitete bei Markt & Technik fachlich das Ressort Management.